# Moritz Stehling
Moritz Stehling (* 25. Mai 1987 in Bonn) ist ein deutscher ehemaliger Fußballtorhüter.

## Karriere
Stehling wurde in den Jugendabteilungen von Alemannia Aachen und der des niederländischen Klubs Roda JC Kerkrade ausgebildet. Zur Saison 2007/08 wechselte er zum unterklassigen belgischen Verein RFC Union Kelmis, wo es allerdings nur ein Jahr blieb. Über Fortuna Sittard wagte er 2009 den Wechsel in die erste Liga Estlands, in die Meistriliiga, zu JK Tammeka Tartu. Zu diesem Zeitpunkt war er einer von insgesamt nur drei Deutschen in dieser Liga. Zur Winterpause 2009/10 entschied sich der Torhüter wieder zu einem Wechsel zu seinem ehemaligen Klub RFC Union Kelmis.
Im Sommer 2010 kehrte Stehling nach Deutschland zurück und schloss sich Borussia Freialdenhoven. Nach einem halben Jahr löste er seinen Vertrag auf. Er war ein Jahr ohne Klub, ehe er im Sommer 2011 beim SV Rott abheuerte, der in der Mittelrheinliga spielte. Er musste mit seiner Mannschaft am Ende der Saison 2011/12 absteigen. In der Landesliga blieb er dem Klub treu, verließ ihn aber im Sommer 2013 zu Ligakonkurrent Arminia Eilendorf. Am Ende der Saison 2013/14 stieg er mit seinem Team in die Bezirksliga ab, blieb aber in Eilendorf. Im Sommer 2015 wechselte er zum VfL 08 Vichttal zurück in die Landesliga. Am Ende der Spielzeit 2016/17 stieg der Klub in die Mittelrheinliga auf. Anfang 2020 wechselte er zu Hilal Bergheim in die Bezirksliga.
Seit Sommer 2021 spielte Stehling beim FC Teutonia Weiden, daneben war er seit der Spielzeit 21/22 Torwarttrainer der U17 von Alemannia Aachen.
Im Sommer 2024 beendete er seine Laufbahn.